# André Felipe Ribeiro de Souza
André Felipe Ribeiro de Souza, noto come André (Cabo Frio, 27 settembre 1990), è un ex calciatore brasiliano, di ruolo attaccante.

## Carriera

### Club
Nel 2010 André ha contribuito alla vittoria del Campionato Paulista siglando 13 gol, tra cui uno nella finale di andata contro il Santo André, e risultando il secondo marcatore della squadra.
Nel giugno 2010 ha firmato un contratto quinquennale con la Dinamo Kiev; il 31 gennaio 2011 è stato ufficializzato il prestito ai francesi del Bordeaux. Il 21 luglio 2011 passa in prestito all'Atletico Mineiro. Dopo una serie di prestazioni positive la squadra brasiliana ha deciso di acquistare il giocatore. Nel 2012 il giocatore è stato dato in prestito al Santos, dove ha trovato numerose difficoltà venendo spesso contestato dal pubblico. Nel 2013 l'Atletico Mineiro ha prestato al Vasco Da Gama.
Ad agosto 2016 si trasferisce per 3 milioni allo Sporting Lisbona.

### Nazionale
Tra il 2010 ed il 2011 ha giocato complessivamente 4 partite con la nazionale brasiliana.

## Statistiche

### Presenze e reti nei club
Statistiche aggiornate al 11 settembre 2024.
| Stagione                | Squadra                 | Campionato              | Campionato | Campionato | Coppe nazionali | Coppe nazionali | Coppe nazionali | Coppe continentali | Coppe continentali | Coppe continentali | Altre coppe | Altre coppe | Altre coppe | Totale | Totale |
| Stagione                | Squadra                 | Comp                    | Pres       | Reti       | Comp            | Pres            | Reti            | Comp               | Pres               | Reti               | Comp        | Pres        | Reti        | Pres   | Reti   |
| ----------------------- | ----------------------- | ----------------------- | ---------- | ---------- | --------------- | --------------- | --------------- | ------------------ | ------------------ | ------------------ | ----------- | ----------- | ----------- | ------ | ------ |
| 2009                    | Santos                  | A1/SP+A                 | 1+9        | 0+2        | CB              | 0               | 0               | -                  | -                  | -                  | -           | -           | -           | 10     | 2      |
| gen.-ago. 2010          | Santos                  | A1/SP+A                 | 21+9       | 13+5       | CB              | 11              | 8               | -                  | -                  | -                  | -           | -           | -           | 41     | 26     |
| 2010-gen. 2011          | Dinamo Kiev             | PL                      | 3          | 0          | CU              | 3               | 0               | UCL+UEL            | 2+1                | 0                  | -           | -           | -           | 9      | 0      |
| gen.-giu. 2011          | Bordeaux                | L1                      | 8          | 0          | CF+CdL          | 0+0             | 0               | -                  | -                  | -                  | -           | -           | -           | 8      | 0      |
| giu.-dic. 2011          | Atlético Mineiro        | A                       | 22         | 7          | -               | -               | -               | CS                 | 1                  | 0                  | -           | -           | -           | 23     | 7      |
| gen.-ago. 2012          | Atlético Mineiro        | M1/MG+A                 | 14+6       | 10+0       | CB              | 4               | 4               | -                  | -                  | -                  | -           | -           | -           | 24     | 14     |
| ago.-dic. 2012          | Santos                  | A                       | 19         | 7          | -               | -               | -               | -                  | -                  | -                  | RS          | 2           | 0           | 21     | 7      |
| gen.-mag. 2013          | Santos                  | A1/SP                   | 20         | 6          | CB              | 2               | 0               | -                  | -                  | -                  | -           | -           | -           | 22     | 6      |
| Totale Santos           | Totale Santos           | Totale Santos           | 42+37      | 19+14      |                 | 13              | 8               |                    | -                  | -                  |             | 2           | 0           | 94     | 41     |
| mag.-dic. 2013          | Vasco da Gama           | A                       | 27         | 12         | -               | -               | -               | -                  | -                  | -                  | -           | -           | -           | 27     | 12     |
| 2014                    | Atlético Mineiro        | M1/MG+A                 | 6+20       | 2+3        | CB              | 2               | 0               | -                  | -                  | -                  | CS          | 1           | 0           | 29     | 5      |
| gen.-mag. 2015          | Atlético Mineiro        | M1/MG                   | 1          | 1          | -               | -               | -               | CL                 | 1                  | 0                  | -           | -           | -           | 2      | 1      |
| Totale Atlético Mineiro | Totale Atlético Mineiro | Totale Atlético Mineiro | 21+48      | 13+10      |                 | 6               | 4               |                    | 2                  | 0                  |             | 1           | 0           | 78     | 27     |
| mag.-dic. 2015          | Sport Recife            | A                       | 29         | 13         | CB              | 1               | 0               | CS                 | 4                  | 1                  | -           | -           | -           | 34     | 14     |
| gen.-ago. 2016          | Corinthians             | A1/SP+A                 | 12+11      | 4+1        | -               | -               | -               | CL                 | 6                  | 1                  | -           | -           | -           | 29     | 6      |
| ago. 2016-gen. 2017     | Sporting Lisbona        | PL                      | 7          | 1          | CP+CdL          | 3+2             | 2+0             | UCL                | 3                  | 0                  | -           | -           | -           | 15     | 3      |
| 2017                    | Sport Recife            | A1/PE+A                 | 9+35       | 1+16       | CB              | 6               | 2               | CS                 | 7                  | 4                  | CN          | 10          | 4           | 67     | 27     |
| gen.-mar. 2018          | Sport Recife            | A1/PE                   | 4          | 2          | -               | -               | -               | -                  | -                  | -                  | -           | -           | -           | 4      | 2      |
| apr.-dic. 2018          | Grêmio                  | A                       | 24         | 4          | CB              | 3               | 0               | CL                 | 2                  | 0                  | -           | -           | -           | 29     | 4      |
| 2019                    | Grêmio                  | PD/RS+A                 | 11+17      | 2+2        | CB              | 5               | 1               | CL                 | 12                 | 2                  | -           | -           | -           | 45     | 7      |
| Totale Grêmio           | Totale Grêmio           | Totale Grêmio           | 11+41      | 2+6        |                 | 8               | 1               |                    | 14                 | 2                  |             | -           | -           | 74     | 11     |
| 2020-2021               | Gaziantep               | SL                      | 19         | 2          | CT              | 3               | 1               | -                  | -                  | -                  | -           | -           | -           | 22     | 3      |
| mag.-dic. 2021          | Sport Recife            | A                       | 20         | 2          | -               | -               | -               | -                  | -                  | -                  | -           | -           | -           | 20     | 2      |
| Totale Sport Recife     | Totale Sport Recife     | Totale Sport Recife     | 13+84      | 3+31       |                 | 7               | 2               |                    | 11                 | 5                  |             | 10          | 4           | 125    | 45     |
| 2022                    | Cuiabá                  | A1/PE+A                 | 5+17       | 1+3        | CB              | 2               | 0               | CS                 | 2                  | 0                  | -           | -           | -           | 26     | 4      |
| apr.-giu. 2023          | Torpedo Mosca           | A                       | 5          | 1          | CR              | -               | -               | -                  | -                  | -                  | -           | -           | -           | 5      | 1      |
| lug.-dic. 2023          | Ponte Preta             | B                       | 10         | 1          | -               | -               | -               | -                  | -                  | -                  | -           | -           | -           | 10     | 1      |
| mag.-lug. 2024          | America-RJ              | A2/RJ                   | 10         | 5          | -               | -               | -               | -                  | -                  | -                  | -           | -           | -           | 10     | 5      |
| lug.-dic. 2024          | Cabofriense             | -                       | -          | -          | -               | -               | -               | -                  | -                  | -                  | CR          | 4           | 0           | 4      | 0      |
| Totale carriera         | Totale carriera         | Totale carriera         | 431        | 129        |                 | 47              | 18              |                    | 41                 | 8                  |             | 17          | 4           | 536    | 159    |

### Cronologia presenze e reti in nazionale
| Cronologia completa delle presenze e delle reti in nazionale ― Brasile | Cronologia completa delle presenze e delle reti in nazionale ― Brasile | Cronologia completa delle presenze e delle reti in nazionale ― Brasile | Cronologia completa delle presenze e delle reti in nazionale ― Brasile | Cronologia completa delle presenze e delle reti in nazionale ― Brasile | Cronologia completa delle presenze e delle reti in nazionale ― Brasile | Cronologia completa delle presenze e delle reti in nazionale ― Brasile | Cronologia completa delle presenze e delle reti in nazionale ― Brasile |
| Data                                                                   | Città                                                                  | In casa                                                                | Risultato                                                              | Ospiti                                                                 | Competizione                                                           | Reti                                                                   | Note                                                                   |
| ---------------------------------------------------------------------- | ---------------------------------------------------------------------- | ---------------------------------------------------------------------- | ---------------------------------------------------------------------- | ---------------------------------------------------------------------- | ---------------------------------------------------------------------- | ---------------------------------------------------------------------- | ---------------------------------------------------------------------- |
| 10-8-2010                                                              | East Rutherford                                                        | Stati Uniti                                                            | 0 – 2                                                                  | Brasile                                                                | Amichevole                                                             | -                                                                      | 67’                                                                    |
| 11-10-2010                                                             | Derby                                                                  | Brasile                                                                | 2 – 0                                                                  | Ucraina                                                                | Amichevole                                                             | -                                                                      | 82’                                                                    |
| 17-11-2010                                                             | Buenos Aires                                                           | Argentina                                                              | 1 – 0                                                                  | Brasile                                                                | Amichevole                                                             | -                                                                      | 77’                                                                    |
| 9-2-2011                                                               | Saint-Denis                                                            | Francia                                                                | 1 – 0                                                                  | Brasile                                                                | Amichevole                                                             | -                                                                      | 89’                                                                    |
| Totale                                                                 |                                                                        | Presenze                                                               | 4                                                                      |                                                                        | Reti                                                                   | 0                                                                      |                                                                        |

## Palmarès

### Club

#### Competizioni statali
- Campionato paulista: 1

Santos: 2010
- Campionato Mineiro: 1

Atlético Mineiro: 2012
- Campionato Gaúcho: 1

Grêmio: 2019

#### Competizioni nazionali
- Coppa del Brasile: 1

Santos: 2010

#### Competizioni internazionali
- Recopa Sudamericana: 2

Santos: 2012
Atlético Mineiro: 2014